# Gold und Silber

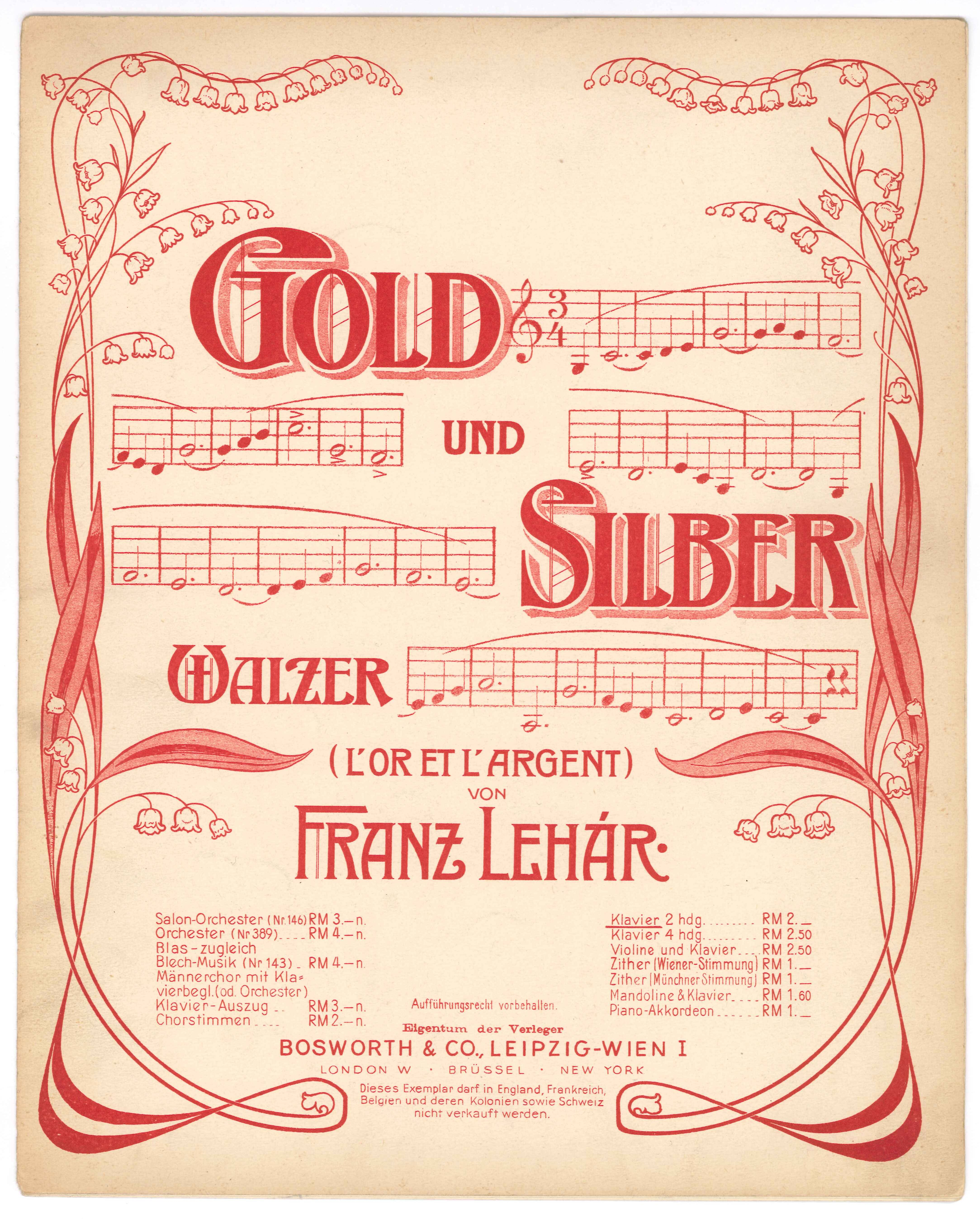

Gold und Silber (tedesco: Oro e argento) op.79, è un celebre valzer di Franz Lehár.
Venne commissionato dalla Principessa Pauline von Metternich per il Ballo di gala del 27 gennaio 1902, che avrebbe avuto luogo nel Sophiensäle.
A Vienna Lehár ricopriva il ruolo di Maestro di cappella del 26º reggimento, ed era impegnato nella scrittura di operette e marce. 
Le prime, però, non avevano ottenuto molto successo (tranne per qualche pezzo strumentale ricavato da esse).
Appena ricevuto l'incarico di comporre questo valzer, il musicista si mise al lavoro.
Il tema dell'evento mondano era Oro e Argento , e da ciò la composizione prende il nome. 
Gold und Silber, presentato come il primo pezzo della serata, fu un successo, e gli invitati ne chiesero addirittura il bis. 
Noto per la sua melodia orecchiabile, è sempre nel repertorio dalle migliori orchestre, tanto che esistono numerose registrazioni per conto di varie etichette discografiche.
valzer 1